# Idroambulanza

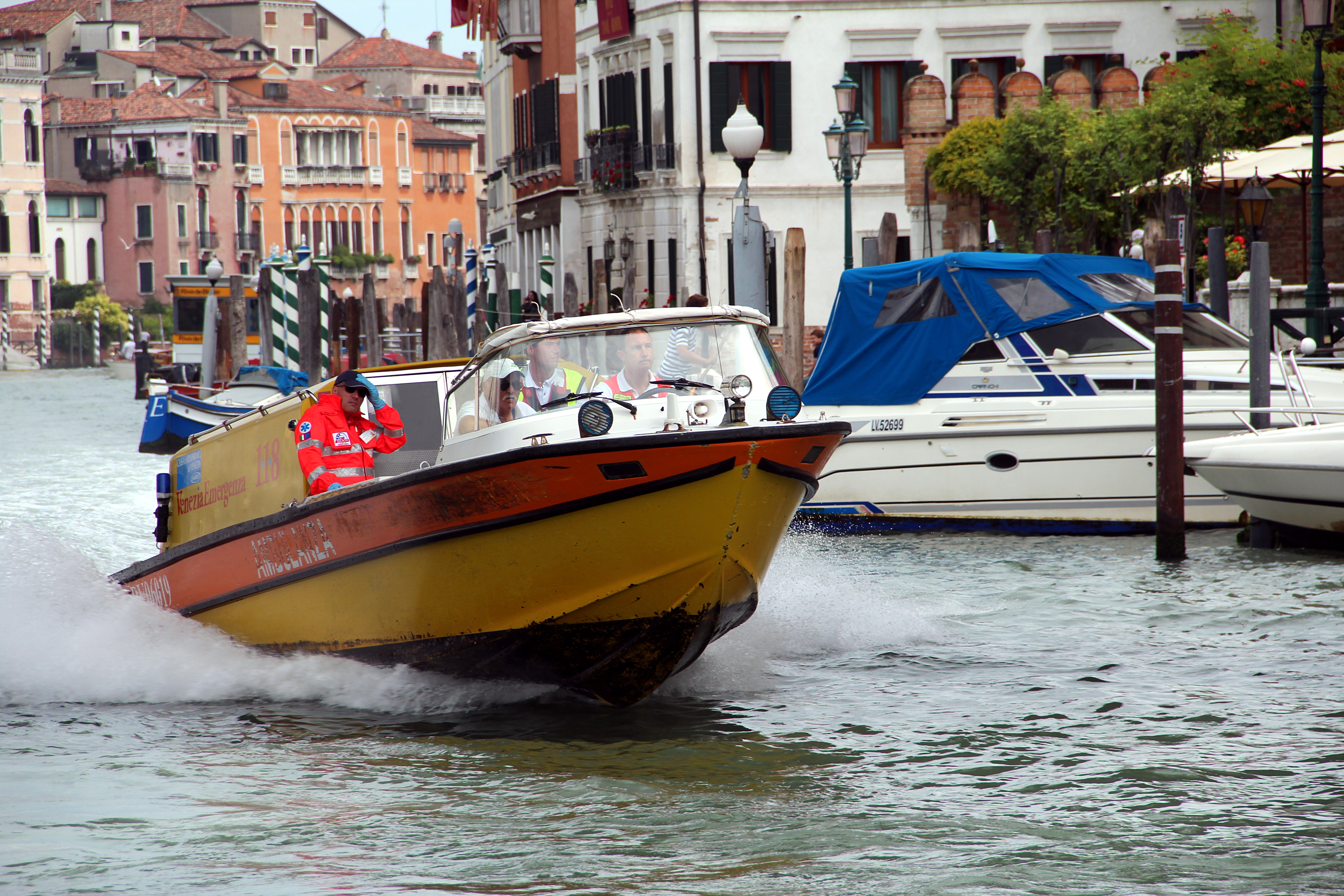
Idroambulanza veneziana in azione sul Canal Grande

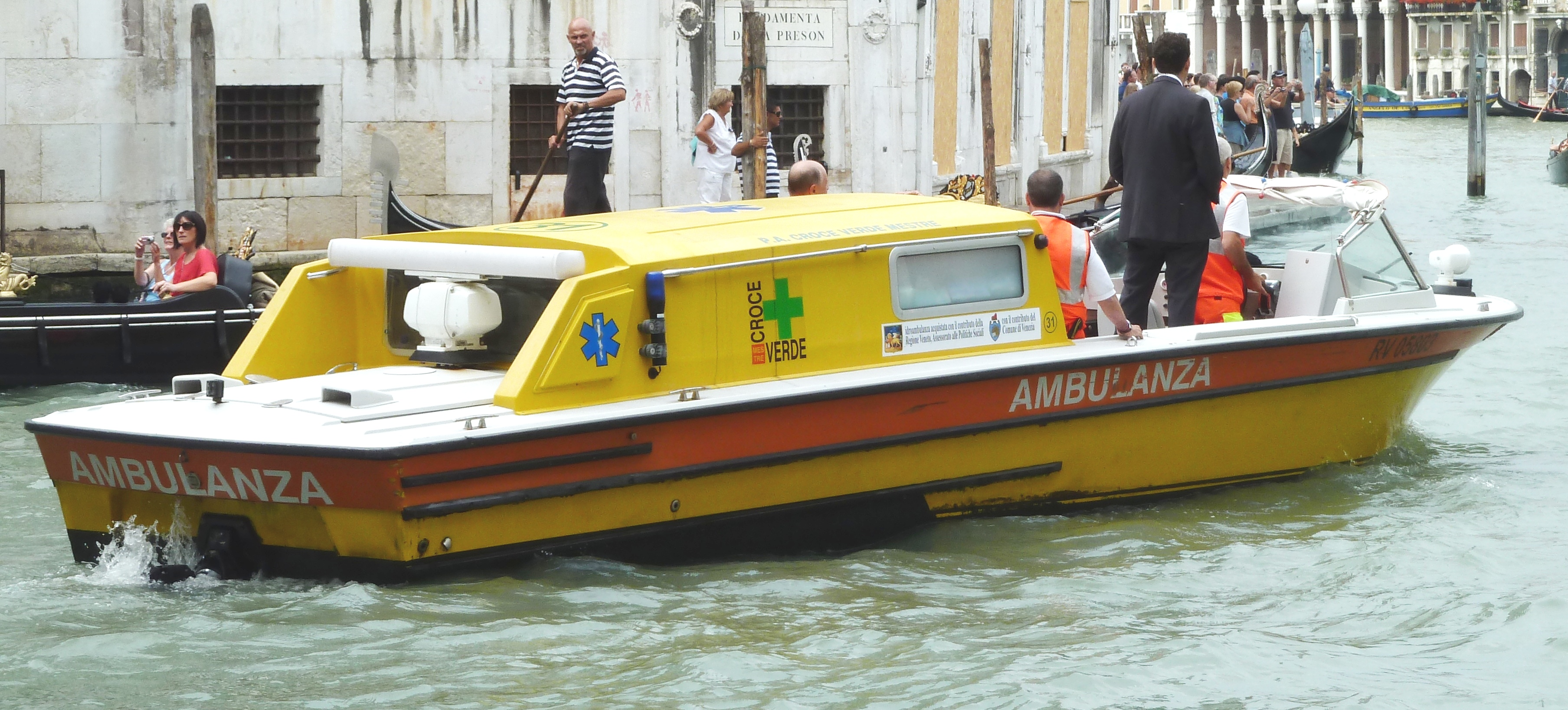
Idroambulanza

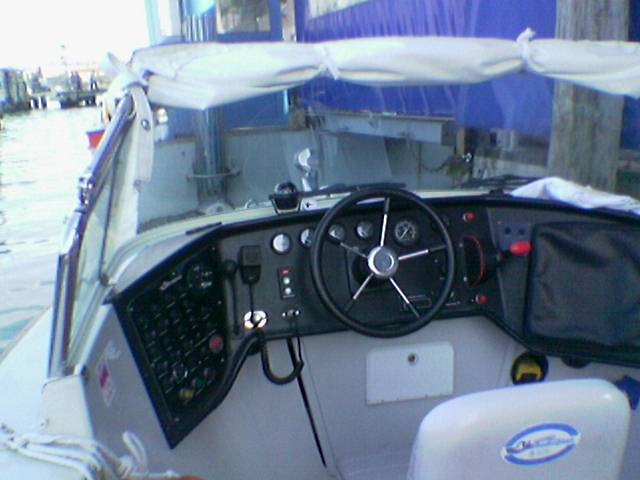
Plancia di comando

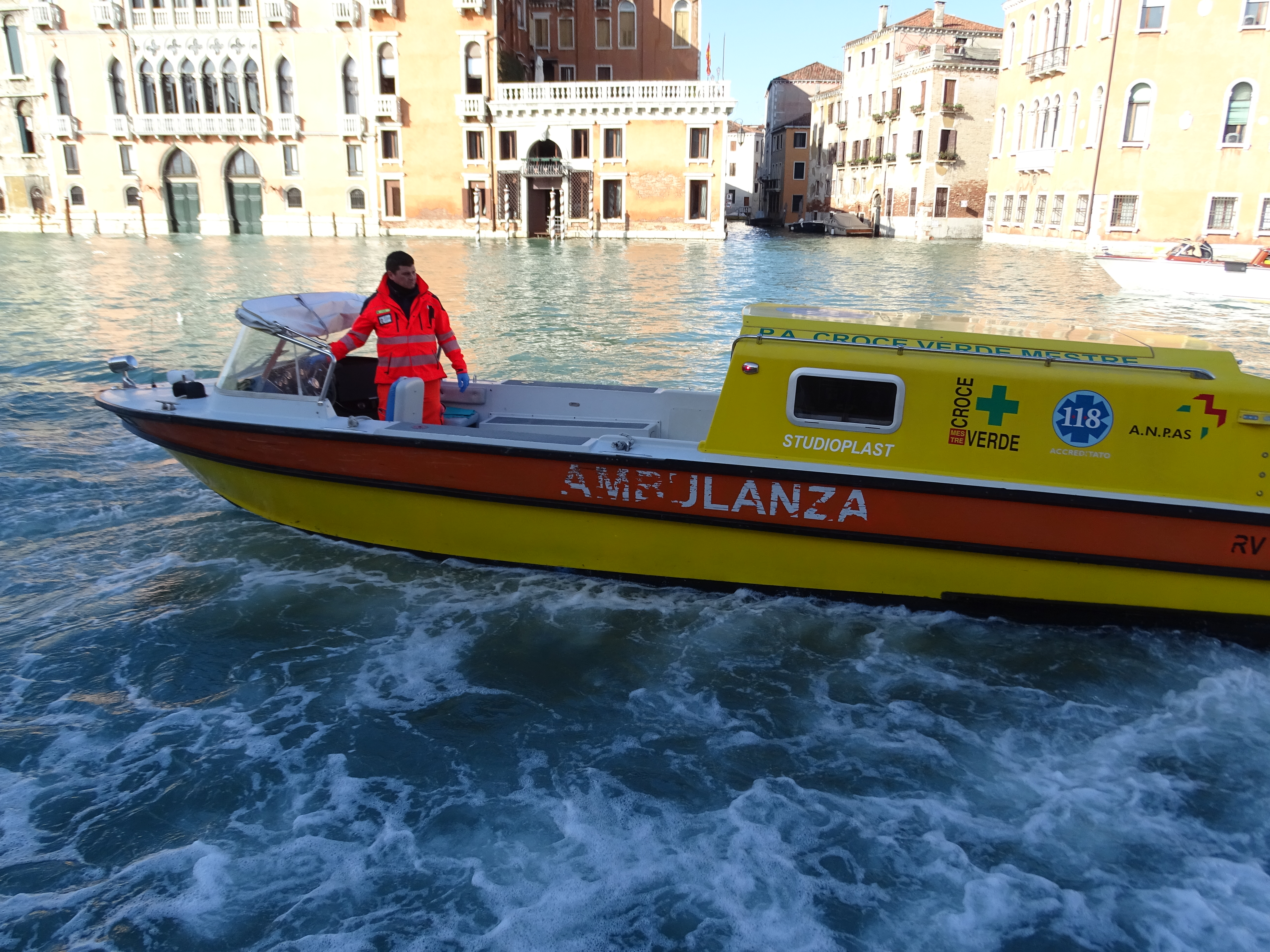
Idroambulanza Croce Verde

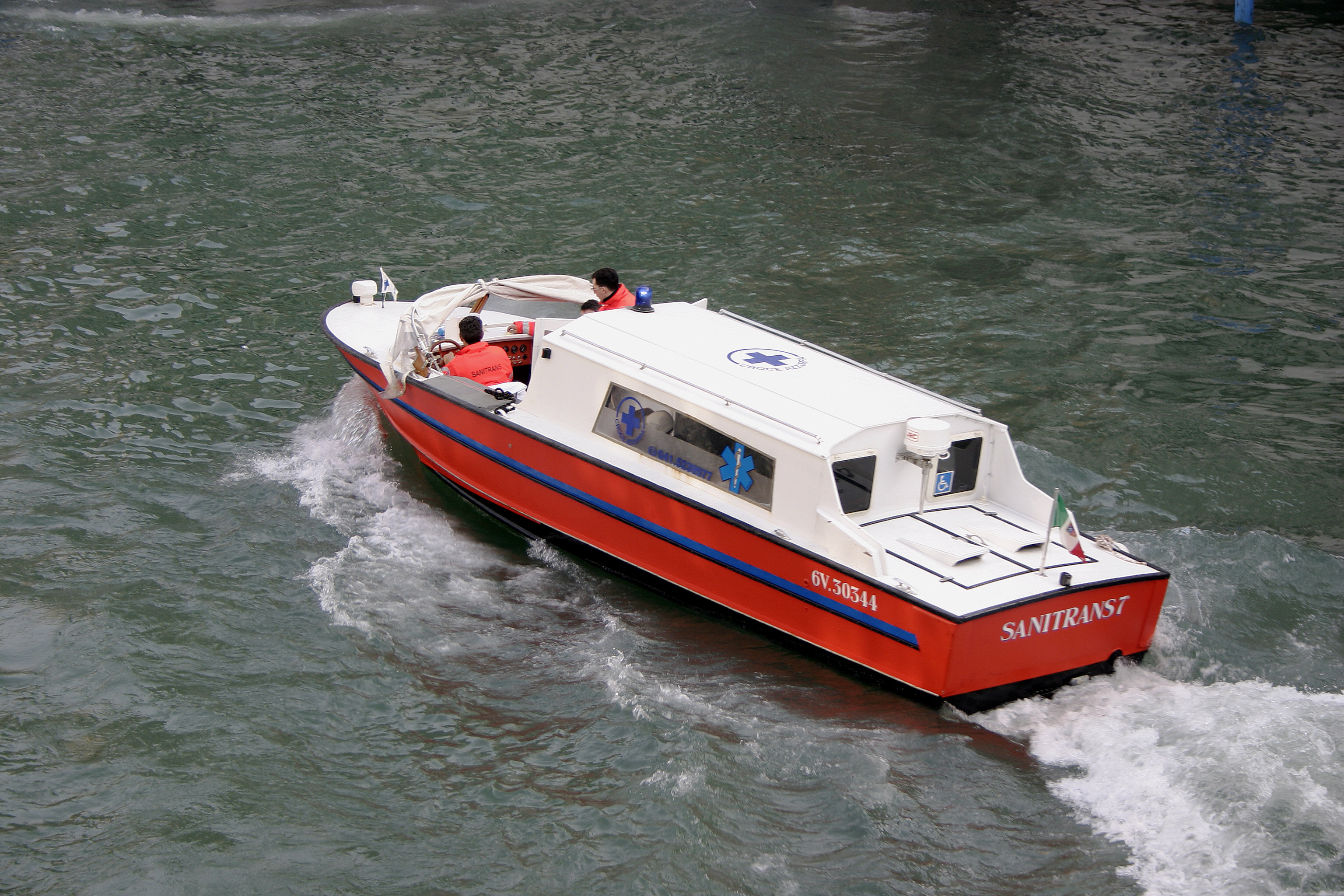
Idroambulanza "Sanitrans"

Il termine idroambulanza si riferisce ad un'imbarcazione allestita per il trasporto di malati e/o feriti.
Nella maggioranza dei casi è adibita al soccorso in mare ed è un'imbarcazione scoperta, da diporto o un gommone con motore fuoribordo, allestita con barella galleggiante, dotazioni di primo soccorso e personale di bordo addestrato al salvataggio in acqua.

## Idroambulanze a Venezia
In particolare, invece, nella città di Venezia con il termine idroambulanza si indicano le imbarcazioni adibite al soccorso sanitario cittadino S.U.E.M.; tali imbarcazioni differiscono alquanto da quelle poco sopra descritte, sono infatti motoscafi chiamati anche lance, con motore entrobordo o entrofuoribordo e cellula sanitaria, cabina coperta, che accoglie barella, sedia e allestimento per il soccorso a terra e non per il salvataggio in acqua.
L'idroambulanza veneziana, come un'autoambulanza tradizionale, può essere allestita per un soccorso avanzato oppure per un soccorso di base.
A Venezia oltre al S.U.E.M. e Croce Verde Mestre che operano su idroambulanze di emergenza, prestano servizio idroambulanze adibite ai trasporti secondari appartenenti a Croce Azzurra Sanitrans e Croce Rossa Italiana.
Le idroambulanze del SUEM hanno un codice radio che le identifica come ECHO (da E di emergenza, secondo l'alfabeto fonetico internazionale) e un numero progressivo da 1 a 10. Per le lance della Croce Verde il nominativo attualmente utilizzato è ECHO VICTOR, seguito da un numero progressivo da 1 a 10, per quella della Croce Rossa è ECHO ROMEO 31. 
Tutte le idroambulanze sono provviste di sirena bitonale, lampeggianti blu laterali, radio e radar.
Un tempo tali imbarcazioni erano vere e proprie gondole con cabina coperta per trasportare i malati o feriti ai molteplici nosocomi allora presenti in città o nelle isole.
Oltre alla singolarità dell'uso di tali imbarcazioni è originale anche l'equipaggio a bordo che si discosta molto da quello classico delle autoambulanze e cioè, oltre a infermiere e pilota, nelle idroambulanze veneziane del SUEM sono impiegati due operatori socio sanitari, addestrati al soccorso di base, con il compito di caricare e scaricare i pazienti in barella o in sedia e di assistere medico e infermiere nel soccorso; essi sono addestrati a lavorare con acqua alta o bassa e mare mosso, muovendosi dalla riva all'imbarcazione su strette passerelle in legno. In caso di necessità sanno inoltre fare assistenza al pilota. Il pilota è in grado di affrontare condizioni meteo marine avverse e conosce perfettamente l'idrogeografia del territorio urbano e insulare, condizionato fortemente dalle maree.
In caso di condizioni meteo estremamente avverse, tutti gli equipaggi del SUEM 118 Venezia sono addestrati per utilizzare le barche dei vigili del fuoco o della guardia costiera, come è accaduto recentemente durante la tempesta di bora il 22 novembre 2022.
A Venezia inoltre non esiste per tutto l'anno una "idromedica", che in differenti anni è stata istituita durante l'estate (momento di massimo afflusso turistico) a seconda delle possibilità logistiche del momento. Abitualmente il medico sale nella stessa barca dell'equipaggio destinato a intervenire in codice rosso.
Un'altra imbarcazione, impropriamente denominata da alcuni "idromedica", è stata tempo fa allestita dall'azienda sanitaria per trasportare urgentemente verso l'ospedale San Giovanni e Paolo i medici reperibili nelle ore notturne o nelle festività, tale imbarcazione non appartiene alla flotta del SUEM 118 e non è allestita per il soccorso.
Essendo la geografia di Venezia pressoché unica, è da ricordare che esistono molteplici isole dell'arcipelago Veneziano ove sono presenti ulteriori autoambulanze che in caso di necessità l'equipaggio dell'idroambulanza può utilizzare o in supporto alle ambulanze di terra già presenti ( Lido di Venezia, Pellestrina ) o come equipaggio singolo, come per esempio sulla vasta isola di Sant'Erasmo.

## Idroambulanze a Capri, Ischia e Procida
Nel golfo di Napoli, presso le isole di Procida, Ischia e Capri, prestano servizio 3 motovedette "Idroambulanza" adibite al trasporto urgente di malati e feriti dalle isole al continente. Tali unità sono in collegamento radio con il sistema di emergenza sanitaria 118. Inoltre è garantita un'assistenza medico-specialistica radio-telefonica di supporto al personale medico di bordo.
Il servizio è effettuato da personale della Guardia Costiera e personale sanitario delle ASL di riferimento.

### Apparati operativi
- radar di navigazione 48 miglia,
- apparato satellitare GPS plotter per la cartografia elettronica,
- solcometro,
- apparati RT:
- 2 radiotelefoni VHF,
- ricevitore VHF/DSC,
- 2 radiotelefoni VHF portatili,
- radiotelefono CB,
- HF SSB,
- radio banda VHF/Aeronautica,
- bussola magnetica,
- ecoscandaglio scrivente,
- radiogoniometro,
- sistema antirollio con pinne stabilizzatrici

### Allestimento della cellula sanitaria
- Lettiga per trasporto
- Secondo letto abbattibile
- Tavolo operatorio
- Lampada scialitica
- Sedile e consolle operatore
- Impianto di climatizzazione con filtri micronici
- Respiratore automatico
- Sistema di monitoraggio dei principali parametri vitali
- defibrillatore manuale o semiautomatico / monitor / pacemaker
- Elettrocardiografo
- Set di rianimazione
- Set di immobilizzazione temporanea
- Incubatrice ed attrezzatura per il trasporto neonatale